# Carlisle (Ohio)
Carlisle [kɑːˈlaɪl] (auch Carlisle Junction, Carlisle Station oder Jersey Settlement) ist ein Village im südwestlichen Teil des US-amerikanischen Bundesstaats Ohio im nordwestlichen Warren County und im südlichen Montgomery County. Die Bevölkerung stieg von der Volkszählung im Jahr 1990 bis zum United States Census 2000 von 4872 auf 5121 Einwohner. Dadurch wurde die Grenze von 5000 Einwohnern überschritten, die in Ohio den Status einer Stadt ermöglicht. Das U.S. Census Bureau ermittelte bei der Volkszählung 2020 eine Einwohnerzahl von 5501.

## Geographie
Carlisle befindet sich zum größten Teil im Franklin Township, Warren County, ein kleiner Teil liegt im German Township, Montgomery County. Die Stadt ist genau zwischen den Städten Dayton und Middletown gelegen. Daher gehört ein Teil der Stadt zur Dayton-Metropolregion, ein anderer zur Cincinnati-Middletown-Metropolregion.

## Geschichte
Franklin Township, in dem Carlisle größtenteils liegt, wurde am 10. Mai 1803 gegründet, wenige Monate nachdem Ohio als der 17. Bundesstaat der USA anerkannt worden war. Die Ostgrenze des Townships war der Great Miami River, gleichzeitig die Grenze zum Clinton County. Clinton County hatte jedoch damals Probleme mit einem neuen Gesetz des Bundesstaates Ohio, das für Countys eine Mindestgröße von 400 Quadratmeilen vorschrieb. Daher wurde am 30. Januar 1815 eine Vereinbarung getroffen, dass Clinton County im Westen einen Streifen Land des Franklin Townships vom Warren County bekommen sollte. Da aber Warren County dadurch seinerseits zu klein geworden wäre, wurde das Gebiet, auf dem heute Carlisle liegt, vom Butler County dem Gebiet des Franklin Townships zugeschlagen. Somit kam das Gebiet, auf dem die spätere Stadt Carlisle entstand, zum Warren County.
Carlisle wurde in der ersten Hälfte des 19. Jahrhunderts hauptsächlich von Siedlern aus New Jersey aufgebaut. Die Stadt wird bis heute oft als „New Jersey Settlement“ bezeichnet. Darauf deutet auch der Name des Friedhofs in Carlisle, des New Jersey Presbyterian Church Cemetery, hin.

### Eisenbahngeschichte

Cincinnati, Jackson and Mackinaw Railway im Jahr 1897 (rote Linie). Die violette Linie im Süden bezeichnet die Streckenbenützungsrechte ab Franklin, wenige Meilen südlich von Carlisle, bis Cincinnati.

Carlisle wurde in der zweiten Hälfte des 19. Jahrhunderts ein bedeutender Eisenbahnknotenpunkt. Ein Eisenbahnmuseum (Carlisle Railway Museum) und ein Eisenbahnfest (Railroad Days) erinnern heute noch an diese Vergangenheit.
Carlisle spielte eine Rolle in der Nord-Süd-Verbindung zwischen Jackson, Michigan und Cincinnati durch die Cincinnati Northern Railroad. 1886 hatte die Cincinnati, Jackson and Mackinaw Railroad (CJ&M) die gesamte Eisenbahnstrecke von Addison in Michigan bis Carlisle in Ohio fertiggestellt. Die CJ&M hatte sich zwar Schienenrechte für eine Streckenverbindung zwischen Carlisle und Cincinnati über die Hamilton and Dayton Railroad (CH&D) gesichert, verlängerte aber ihre Strecke 1888 von Carlisle nach Franklin, um von dort eine Verbindung nach Cincinnati zu gewährleisten. Im Januar 1896 wurde von Franklin aus die Verbindung nach Cincinnati über die Strecken der Cleveland, Cincinnati, Chicago and St. Louis Railway (Big Four) von Franklin nach Middletown, über die damals gerade eröffnete Strecke der Middletown and Cincinnati Railroad nach Hagemans Crossing und die zuvor auf Normalspur ausgebaute Cincinnati, Lebanon and Northern Railway (CL&N) hergestellt.